# Djénéba Tandjan
Djénéba Tandjan, née le 28 juin 1993 à Metz, est une handballeuse française et internationale guinéenne, évoluant au poste d'ailière gauche.

## Carrière
Avant de faire du handball elle jouait au tennis. Elle commence le handball à l'âge de 13 ans. Elle évolue d'abord au Metz Handball puis depuis 2013 au Toulon Saint-Cyr Var Handball.
En 2018, elle rejoint l'OGC Nice. En juin 2020, elle signe à la Stella Saint-Maur, en D2F. Elle fait partie des 18 joueuses guinéennes convoquées pour disputer le Championnat d'Afrique des nations féminin de handball 2022 ; la Guinée termine 9e du tournoi.
Capitaine de la Stella, elle joue avec un hijab sportif, conformément à ce que permette les règlements fédéraux du handball, son entraîneur Rémi Samson estimant que « sur un plan technique, ça ne change rien à la pratique du hand, grâce aux nouveaux matériaux. C’est réglementé, donc ce n’est pas dangereux ».
Elle met un terme à sa carrière en juin 2023 après un titre de championne de D2 avec Saint-Maur.

## Palmarès
compétitions nationales
- Championne de France D2 en 2023 (avec la Stella St-Maur)
- Vice-championne de France en 2019 (avec OGC Nice)
- Finaliste de la coupe de France en 2016 (avec Toulon Saint-Cyr)